# Maren-Magdalena Sorger

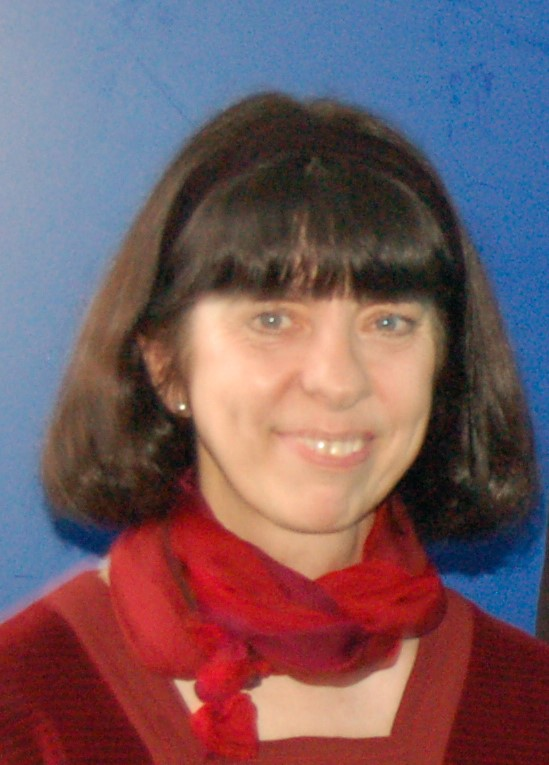
Maren-Magdalena Sorger (2009)

Maren-Magdalena Sorger (* 11. Januar 1950 in Naumburg; † 24. Juli 2023 in Leipzig) war eine deutsche Malerin und Kunsttherapeutin.

## Lebens- und Berufsweg
Sorger kam in Naumburg zur Welt. Nach dem Abitur 1968 in Halle/S. studierte sie von 1968 bis 1969 Architektur an der Bauhaus-Universität Weimar. Es folgte von 1969 bis 1974 ein Design- und Innenarchitekturstudium in Halle/S. an der Burg Giebichenstein Kunsthochschule Halle. Seit 1983 arbeitete sie im Bereich der angewandten Kunst mit dem Schwerpunkt Gestaltung von Sakralräumen im heutigen Bistum Magdeburg. Ab 1988 übernahm sie auch Glasgestaltungen. Von 1991 bis 1993 führte sie künstlerische Arbeiten für Favela-Gemeinden in Sao Paulo, Brasilien aus.
Zwischen 1997 und 2000 absolvierte sie eine Ausbildung zur geistlichen Begleiterin durch das Bistum Mainz. Parallel (1998–2000) nahm sie teil an einer Fortbildung in Maltherapie bei Ingrid Riedel und Chr. Henzler. Von 2001 bis 2004 folgte eine Weiterbildung in Kunst- und Gestaltungstherapie am KKT München bei Gertraud Schottenloher sowie von 2005 bis 2010 eine traumatherapeutische Ausbildung an der Akademie für strukturelle Traumafolgestörungen Altenburg.
2004 machte sie den Abschluss als Heilpraktikerin im Bereich der Psychotherapie und war seit 2005 in eigener Praxis kunsttherapeutisch tätig. Sie leitete über mehrere Jahre Kursangebote wie Malen innerer Bilder und Spiritualität und Kreativität.
Neben der eigenen künstlerischen Arbeit war sie lange Jahre als Kunstbeauftragte des Bistums Magdeburg tätig, von dem sie 2015 in den Ruhestand verabschiedet wurde.
Maren-Magdalena Sorger starb im Alter von 73 Jahren am 24. Juli 2023 in Leipzig.

## Werke (Auswahl)
- 1989 Köthen: Kath. Kirche St. Anna, Glasgestaltung
- 1990 Halle/Saale; Kreuzweg in der Kath. Kirche St. Moritz
- 1991/1992 Magdeburg: Kath. Kirche St. Adalbert, Glasgestaltung
- 1993 Mae dos Remedias/Crispim, Sao Paulo, Brasilien: Kath. Kirche Maria, Wandgestaltung
- 1993 Magdeburg-Olvenstedt: Kath. Kirche St. Josef, Glasgestaltung
- 1994 Magdeburg: Kreuzkapelle
- 1995 Magdeburg: Bildungshaus der Diözese Magdeburg, Roncallihaus, Glasgestaltung der Kapelle
- 1997 Magdeburg: Kath. Kirche St. Petri, Entwurf für einen Marien-Teppich (Gobelin)
- 1987/1998 Wernigerode: Saal der Ev.-Freikirchlichen Gemeinde, Wandteppich (Gobelin)
- 1998 Suhl: Kath. Kirche St. Kilian, Glasgestaltung
- 1998 Magdeburg: Seminar für Gemeindepastoral, Glas-Bild für Gertrud die Große
- 1999 Halle-Dölau: Kath. Kirche Maria Königin, Glasgestaltung
- 1999 Magdeburg: Meditationsraum im neuen Bischof-Weskamm-Haus, Glasgestaltung
- 2001 Bennungen: Ev. Kirche, Altarfenster, Glasgestaltung
- 2001 Mühlhausen: Kath. Kirche St. Josef, Glasgestaltung der Chorfenster[3]
- 2003 Magdeburg: Kathedrale St. Sebastian, Sakristei-Fenster
- 2003 Magdeburg: Universitätsklinikum, Raum der Stille, Glasgestaltung
- 2003 Dessau: Kath. Gymnasium, Raum der Stille, Glasgestaltung
- 2006 Magdeburg: Kapelle der Caritas-Trägergesellschaft St. Mauritius, Glasgestaltung
- 2007 Magdeburg: Farbgestaltung der neugotischen Pfarrkirche St. Norbert
- 2007 Klostermansfeld: Farbgestaltung der neugotischen Pfarrkirche
- 2008 Magdeburg: Zeitfenster im Kreuzgang und Glaskreuz im Kapitels-Friedhof der Kathedrale St. Sebastian
- 2010 Althaldensleben: Innengestaltung der Schinkel-Simultankirche, Glasgestaltung[4]
- 2011 Magdeburg: Glasgestaltung im Foyer des Bischöflichen Ordinariates

## Bücher

### Bildbände
- Bild-Türen, Kreative Bilddialoge, Benno Verlag, Leipzig 2002, ISBN 3-7462-1571-4
- Bild-Türen II – Traumbilder, Kreative Bilddialoge Vier Türme Verlag 2013, ISBN 978-3-89680-569-0.

### Anthologien
- Memos an Gott – Spirituelle Verdichtungen in Wort und Bild, Lisa F. Oesterheld (Texte), Markus Roentgen (Texte), Maren-Magdalena Sorger (Bilder), Geest-Verlag, 2009, ISBN 978-3-86685-171-9.[5]

## Mitgliedschaft
- Deutscher Fachverband für Kunst- und Gestaltungstherapie